# جبل وزيم
جبل وزيم يقع جبل وزيم في .عزلة  الجبوب ب محافظة ريمة مديرية كسمة بلغ ارتفاع طوله بحوالي 2000 مترا تقريبا ـ أيضاً ـ إلى جوار جبل هكر ، والمقابر توجد في قمة الجبل ، وهي من ذلك النوع المعروف بالمدافن ، حيث تحفر حفرة ( قبر ) ، ويتم وضع الجثة فيها ولا يعرف بالتحديد إلى أي عصر يعود تاريخ هذه المقابر ، إذ أنها ليست مقابر إسلامية والمعروفة باتجاهها نحو القبلة ( مكة ) ، ويحتمل بأنها تعود إلى فترة  ما قبل الإسلام ، أو أنها مقابر لقتلى حروب أقيمت مؤخراً في الفترة الإسلامية ولم يراع فيها اتجاه القبلة لأسباب غير معروفة ، إلاّ أنه يزيد الترجيح أن تكون هذه المقابر تعود لفترة ما قبل الإسلام ؛ وهو بسبب وجود كهوف في أسفل القمة ، وربما بأنها ـ أيضاً ـ استخدمت كمقابر صخرية ولكن نتيجة للاستيطان المتتابع في الموقع أدى بالتالي إلى تخريبها واستخدام الكهوف كملاجئ ، كما توجد إلى جانب المقابر المنتشرة في قمة الجبل بقايا أساسات مبانٍ يصعب ـ أيضاً ـ تحديد تاريخها لانطماس معالمها وتخطيطاتها .